# Matthew Faughnan
Matthew Faughnan es un director de animación de la serie de televisión estadounidense, Los Simpson, a partir de decimoctava temporada de la serie. Ha dirigido nueve episodios hasta la actualidad.

## Créditos como director

### Episodios deLos Simpson
Se le atribuye haber dirigido los siguientes episodios:
| Año  | Título original              | Título en Hispanoamérica      | Título en España              | Temporada | Episodio |
| ---- | ---------------------------- | ----------------------------- | ----------------------------- | --------- | -------- |
| 2006 | Treehouse of Horror XVII     | La Casita del Horror XVII     | La Casa-Arbol Del Terror XVII | 18        | 4        |
| 2007 | Stop, or My Dog Will Shoot!  | ¡Para, o mi perro dispara!    | ¡Alto!, o mi perro dispara    | 18        | 20       |
| 2008 | Dangerous Curves             | Curvas peligrosas             | Curvas peligrosas             | 20        | 5        |
| 2009 | The Great Wife Hope          | La gran esperanza             | La gran esperanza esposa      | 21        | 3        |
| 2010 | Loan-a Lisa                  | Lisa, la prestamista          | Dona Lisa                     | 22        | 2        |
| 2011 | Treehouse of Horror XXII     | La Casita del Horror XXII     | La Casa-Arbol Del Terror XXII | 23        | 3        |
| 2012 | The Day the Earth Stood Cool | El Día que la Tierra fue Cool |                               | 24        | 7        |
| 2013 | Labor Pains                  | Dolores de parto              |                               | 25        | 5        |
| 2014 | Treehouse of Horror XXV      | La Casita del Horror XXV      | La Casa-Arbol Del Terror XXV  | 26        | 4        |

## Premios y nominaciones
Matthew Faughnan ha recibido tres nominaciones a los Premios Emmy logrando ganar solo uno de ellos pero siempre compartiéndolo con sus compañeros de producción.

### Premios Emmy
| Año  | Categoría                                   | Serie       | Trabajo nominado        | Resultado  | Ref   |
| ---- | ------------------------------------------- | ----------- | ----------------------- | ---------- | ----- |
| 2003 | Mejor programa animado de menos de una hora | Los Simpson | Three Gays of the Condo | Ganador    | [ 1 ] |
| 2007 | Mejor programa animado de menos de una hora | Los Simpson | The Haw-Hawed Couple    | Nominación | [ 2 ] |
| 2009 | Mejor programa animado de menos de una hora | Los Simpson | Gone Maggie Gone        | Nominación | [ 3 ] |